# 安志藩

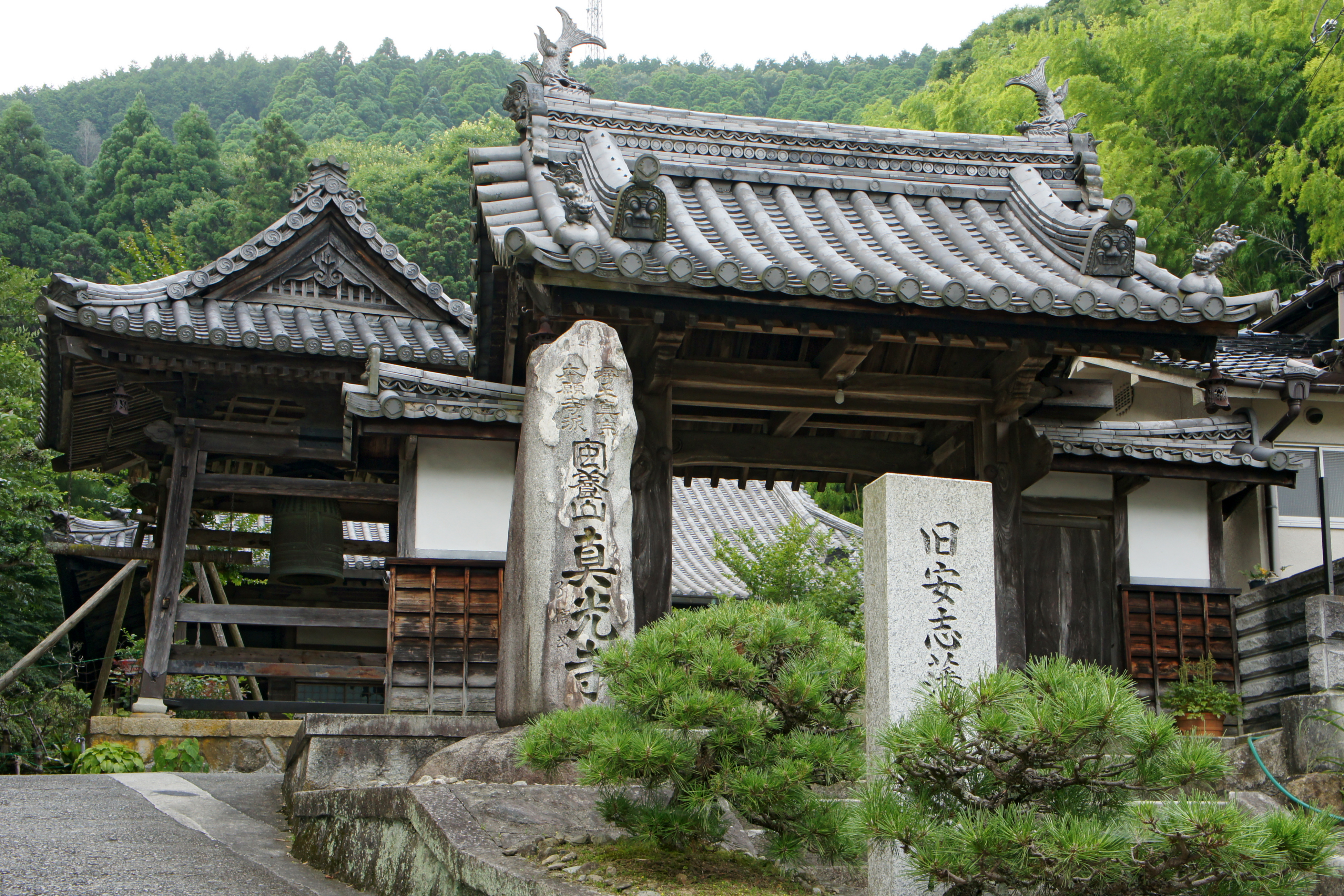
旧安志藩陣屋表門

安志藩（あんじはん）は、播磨国宍粟郡周辺を領有した譜代大名の藩。藩庁として安志（兵庫県姫路市安富町安志）に安志陣屋が置かれた。

## 略史
安志藩は小笠原秀政の長男・忠脩の家系であり、本来は小笠原家の嫡流である。しかし、忠脩が大坂の陣で戦死した際、遺児長次が幼年であったため、忠脩の弟・忠真が相続し、忠真の家系が小笠原家の宗家に据えられた。長次は忠真の下で養育された。10歳を越えると播磨国龍野藩6万石に封じられ、翌年元服、数年後に豊前中津藩8万石に加増移封となる。
享保元年（1716年）、中津藩第5代藩主・小笠原長邕が5歳で夭逝し無嗣改易となったが、弟の長興は「祖先の勤労」（大坂の陣で家祖である秀政・忠脩父子が戦死）により安志に1万石で立藩を認められた。
藩祖・長興は生来病弱だったため、19歳で隠居する。しかし継嗣がいなかったため、小倉藩第3代藩主・小笠原忠基の次男・長逵を第2代藩主に迎えた。このため以後は、小倉藩の支藩の如く扱われるようになった。
なお、小笠原家はかつて信濃国守護だったため、初代以外の藩主は代々「信濃守」を名乗った。
明治4年（1871年）、廃藩置県により安志県となった。その後、姫路県・飾磨県を経て兵庫県に編入された。
藩主家は華族に列し、明治17年（1884年）に子爵となった。

## 歴代藩主

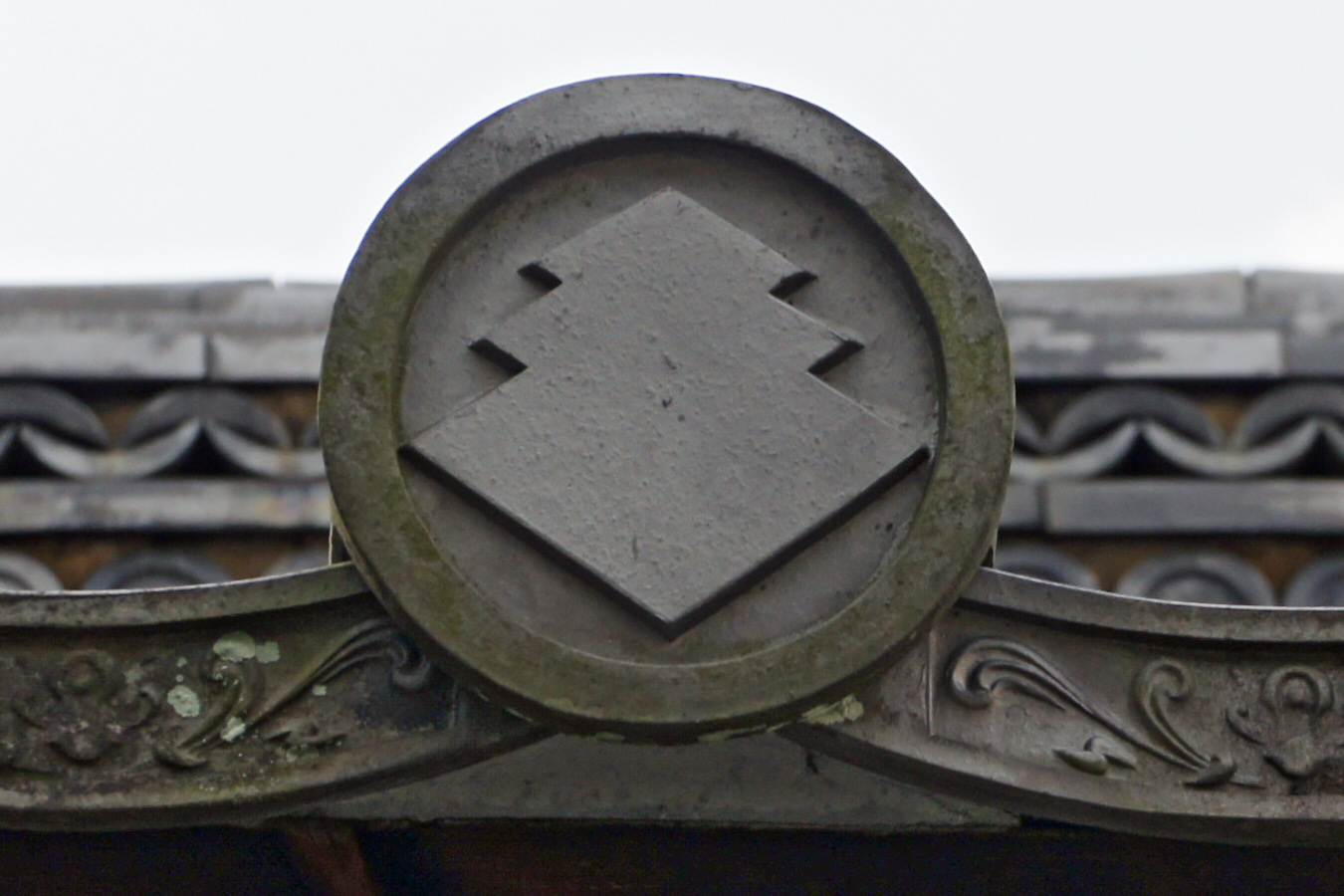
小笠原家紋

小笠原家
譜代。1万石。（1716年 - 1871年）
| 代 | 氏名                           | 官位            | 在職期間                            | 享年 | 備考                                     |
| -- | ------------------------------ | --------------- | ----------------------------------- | ---- | ---------------------------------------- |
| 1  | 小笠原長興 おがさわら ながおき | ―               | 享保元年 - 享保15年 1716年 - 1730年 | 75   | 父は豊前中津藩4代藩主の小笠原長円。      |
| 2  | 小笠原長逵 おがさわら ながみち | 従五位下 信濃守 | 享保16年 - 明和7年 1731年 - 1770年  | 58   | 実父は豊前小倉藩3代藩主の小笠原忠基。    |
| 3  | 小笠原長為 おがさわら ながため | 従五位下 信濃守 | 明和7年 - 天明2年 1770年 - 1782年   | 38   |                                          |
| 4  | 小笠原長禎 おがさわら ながよし | 従五位下 信濃守 | 天明2年 - 文政6年 1782年 - 1823年   | 45   |                                          |
| 5  | 小笠原長武 おがさわら ながたけ | 従五位下 信濃守 | 文政6年 - 天保10年 1823年 - 1839年  | 30   |                                          |
| 6  | 小笠原貞幹 おがさわら さだよし | 従五位下 信濃守 | 天保10年 - 万延元年 1839年 - 1860年 | 39   | 万延元年（1860年）に豊前小倉藩主となる。 |
| 7  | 小笠原貞孚 おがさわら さだざね | 従五位下 信濃守 | 万延元年 - 明治4年 1860年 - 1871年  | 56   |                                          |

## 幕末の領地
- 播磨国
  - 赤穂郡のうち - 18村
  - 佐用郡のうち - 11村
  - 宍粟郡のうち - 18村